# Bizanus vansoni
Bizanus vansoni är en skalbaggsart som beskrevs av Schein 1958. Bizanus vansoni ingår i släktet Bizanus och familjen Melolonthidae. Inga underarter finns listade.